# James D. Bankers

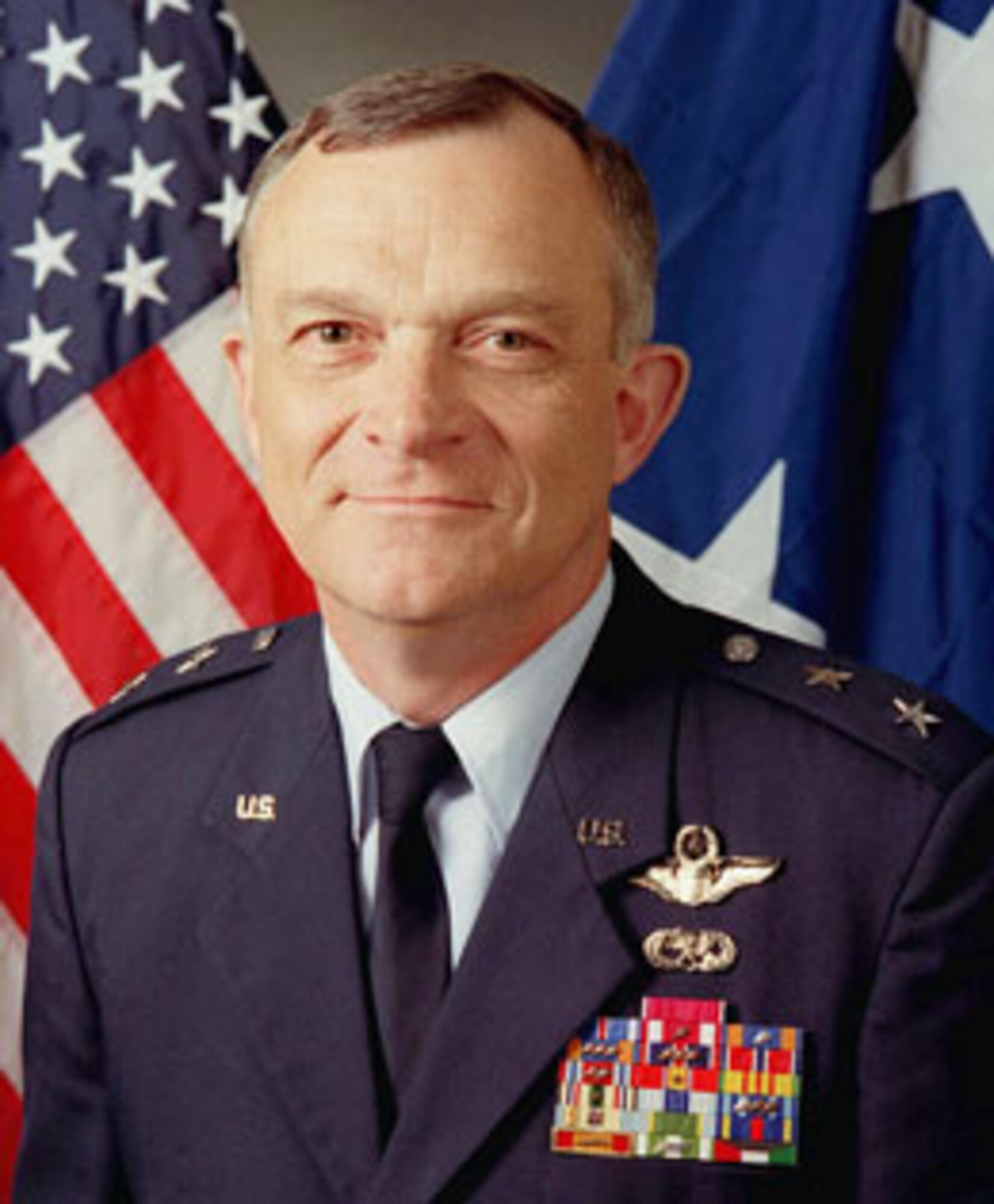
James D. Bankers

James D. Bankers (* um 1946) ist ein pensionierter Generalmajor der United States Air Force. Er war unter anderem Kommandeur der 22. Luftflotte (Twenty Second Air Force).
Über das ROTC-Programm der North Dakota State University gelangte er im Jahr 1968 in das Offizierskorps der United States Air Force. In dieser durchlief er anschließend alle Offiziersränge vom Leutnant bis zum Zwei-Sterne-General.
Im Lauf seiner militärischen Karriere absolvierte er verschiedene Kurse und Schulungen. Dazu gehörten unter anderem eine Ausbildung zum Kampfpiloten und weitere Fortbildungskurse als Pilot von neuen Flugzeugtypen; das Air Command and Staff College und das Air War College, die sich beide auf der Maxwell Air Force Base in Alabama befinden.
In seinen frühen Jahren als Offizier der Luftwaffe war er an verschiedenen Stützpunkten in den Vereinigten Staaten stationiert. Dabei war er als Pilot, Flugausbilder oder Stabsoffizier bei unterschiedlichen Einheiten tätig. Dazwischen absolvierte er die erwähnten Schulungen. Zwischen Dezember 1969 und Oktober 1970 war er auf der Bien Hoa Air Base in Südvietnam stationiert. Dort nahm er als Pilot der 604. Sonderschwadron (604th Special Operations Squadron) am Vietnamkrieg teil.
Im weiteren Verlauf wechselte er zur Reserve der Air Force und diente in den entsprechenden Einheiten. Gleichzeitig war er als Reserve Technician bei einer Militäreinheit tätig. In den 1970er und frühen 1980er Jahren bekleidete er verschiedene Positionen bei unterschiedlichen Einheiten der Air Force Reserve. Zwischen Dezember 1984 und August 1987 war er als Oberstleutnant Leiter der Stabsabteilung für Operationen beim 459. Transportgeschwader (459th Military Airlift Wing), das auf der Andrews Air Force Base in Maryland stationiert war.
Sein nächster Auftrag führte ihn auf die Youngstown Air Reserve Base in Ohio. Zwischen August 1987 und März 1992 kommandierte er dort die 910th Tactical Airlift Group, die der 22. Luftflotte unterstand. Anschließend erhielt er auf der Charleston Air Force Base in South Carolina den Oberbefehl über das 315. Transportgeschwader, den er bis zum Mai 1997 innehatte. Danach erhielt er auf der Westover Air Reserve Base in Massachusetts das Kommando über das 439. Transportgeschwader (439th Airlift Wing). Diese Aufgabe erfüllte er zwischen Mai 1997 und März 1999.
Es folgte eine Versetzung auf die Robins Air Force Base in Georgia. Bis zum Mai 2000 gehörte er dort als Assistant Vice Commander dem Stab des Air Force Reserve Commands an. Am 7. Mai 2000 übernahm James Bankers auf der Dobbins Air Force Reserve Base in Georgia als Nachfolger von John J. Batbie Jr. den Oberbefehl über die 22. Luftflotte. Dieses Amt bekleidete er bis zum 11. März 2006, als Martin M. Mazick seine Nachfolge antrat. Anschließend schied er aus dem Militärdienst aus.
Während seiner aktiven Zeit als Militärpilot absolvierte er über 3800 Flugstunden auf verschiedenen Flugzeugtypen.

## Daten der Beförderungen
| Abzeichen | Rang               | Jahr             |
| --------- | ------------------ | ---------------- |
|           | Second Lieutenant  | 1. Juni 1968     |
|           | First Lieutenant   | 9. Januar 1970   |
|           | Captain            | 5. Juni 1971     |
|           | Major              | 7. Juni 1979     |
|           | Lieutenant Colonel | 4. Oktober 1984  |
|           | Colonel            | 1. Juli 1988     |
|           | Brigadier General  | 29. Februar 1996 |
|           | Major General      | 30. März 2001    |

## Orden und Auszeichnungen
James Bankers erhielt im Lauf seiner militärischen Laufbahn unter anderem folgende Auszeichnungen:
- Legion of Merit
- Distinguished Flying Cross
- Meritorious Service Medal
- Air Medal
- Air Force Outstanding Unit Award
- Combat Readiness Medal
- National Defense Service Medal
- Gallantry Cross (Südvietnam)
- Vietnam Campaign Medal (Südvietnam)